# Magyarország turisztikai régiói

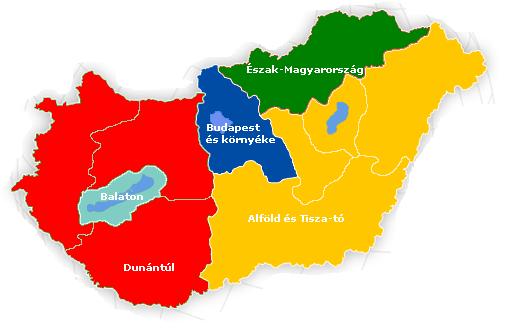

Magyarország turisztikai régiói azt a kilenc területet jelenti, amelyek önálló turisztikai egységet képeznek. A turisztikai régiók nem azonosak a statisztikai régiókkal, a közigazgatásban nem töltenek be szerepet. A kilenc turisztikai régió csupán Magyarország területének idegenforgalmi felosztását segíti elő.

## Régiók
A turisztikai régiók a következők:
- Budapest–Közép-Duna-vidék turisztikai régió (Budapest és környéke)
- Észak-Magyarország turisztikai régió
- Észak-Alföld turisztikai régió
- Tisza-tó turisztikai régió
- Dél-Alföld turisztikai régió
- Balaton turisztikai régió
- Nyugat-Dunántúl turisztikai régió
- Közép-Dunántúl turisztikai régió
- Dél-Dunántúl turisztikai régió

## Külső hivatkozások
- KSH - A kereskedelmi szálláshelyek vendégforgalma Magyarországon régiónként 2008 - 7 589 914 vendég